# 宣光镇
宣光镇（越南语：／）是越南古代的一個政区，主要位於今天宣光省和河杨省。

## 沿革
黎圣宗时，划分全国为十三承宣。宣光承宣下辖安平府1府，共福安县、收物州、陆安州、平原州、大蛮州、保乐州1县5州。洪德二十一年（1490年），黎圣宗改承宣为处，宣光承宣为宣光处，对应军事政区称为宣光都司，后为宣光镇。后成为宣光武氏世袭之地。
阮朝明命三年（1822年），改福安县为咸安县。
明命十二年（1831年），越南分设省辖，改宣光镇为宣光省。